# Gottfried August Homilius
Gottfried August Homilius (født 2. februar 1714 i Rosenthal (Sachsen), død 2. juni 1785 i Dresden) var en tysk komponist.
Homilius, som var elev af Johann Sebastian Bach og lærer for Johann Adam Hiller, blev 1742 organist ved Frauenkirche i Dresden og 1755 kantor i Kreuzschule samme sted.
Homilius var i sin samtid og også senere en populær kirkemusikkomponist. Han udgav blandt andet en passionskantate (1775), juleoratoriet Die Freude der Hirten (1777) og Sechs deutsche Arien (1786).